# America (Kurtis Blow)
America è il sesto album del rapper statunitense Kurtis Blow, pubblicato nell'ottobre 1985 e distribuito dalla Mercury Records. L'album include If I Ruled the World, una delle sue più grandi hit da The Breaks e una delle ultime della sua carriera. L'album è stato il primo prodotto in seguito a un accordo tra Blow e la PolyGram Records e in un'epoca in cui l'old school veniva superato da un suono e da un atteggiamento più duro, l'album è riuscito a tirar fuori il più grande successo del rapper nel Regno Unito, con If I Ruled the World che ha raggiunto la ventiquattresima posizione nella classifica dei singoli nel gennaio del 1986 e il sedicesimo posto nella Hot Black Singles statunitense. Questa traccia include anche il primo loop campionato che ha rivoluzionato l'industria musicale. L'album entra nella classifica statunitense degli album pop e nella top venti tra gli album neri.
| Recensione        | Giudizio |
| ----------------- | -------- |
| AllMusic          | [ 1 ]    |
| The Village Voice | B        |

Il critico Robert Christgau scrive una recensione mista per il sesto album di Blow, dandogli una «B» come voto. Positivo il giudizio retrospettivo di Bil Carpenter per AllMusic.

## Tracce
1. America (Vocal) – 6:17 (testo: Kurtis Blow)
2. America (Dub Mix) – 1:16 (testo: Blow)
3. Super Sperm – 1:16 (testo: Blow)
4. AJ Meet Davy DMX – 6:37 (testo: Blow, David Reeves)
5. Hello Baby – 6:42 (testo: Blow, Reeves)
6. If I Ruled the World – 7:10 (testo: Blow, Reeves, AJ Scratch)
7. Respect to the King – 1:57 (testo: Blow, Delaney McGill – musica: Delaney McGill)
8. AJ is Cool – 5:51 (testo: Blow, Reeves)
9. Summertime Groove – 5:44 (testo: Blow, Danny Harris, Robert Robertson – musica: Danny Harris)
10. MC Lullaby – 0:28 (testo: Blow)
11. Don't Cha Feel Like Making Love – 4:16 (Anthony Foster, Harris)

Durata totale: 47:34

## Classifiche
| Classifica (1985) | Posizione massima |
| ----------------- | ----------------- |
| Stati Uniti       | 153               |
| US Black Albums   | 18                |